# اوسیبل فورکس (نیویورک)
اوسیبل فورکس (به انگلیسی: Au Sable Forks) یک منطقهٔ مسکونی در ایالات متحده آمریکا است که در شهرستان کلینتون، نیویورک واقع شده‌است. اوسیبل فورکس ۶٫۵۸ کیلومتر مربع مساحت و ۵۵۹ نفر جمعیت دارد و ۱۶۸ متر بالاتر از سطح دریا واقع شده‌است.